# Вестерлунд, Карл
Карл Мауриц «Калле» Вестерлунд (фин. Karl Mauritz "Kalle" Westerlund; 22 сентября 1897 — 11 февраля 1972) — финский борец греко-римского стиля, призёр Олимпийских игр. Его братья Эдвард и Эмиль также были известными борцами.

## Биография
Родился в 1897 году в Гельсингфорсе. В 1921 году он принял участие в чемпионате мира, но стал лишь 4-м. В 1924 году на Олимпийских играх в Париже он завоевал бронзовую медаль. В 1927 году выиграл чемпионат Финляндии
После завершения спортивной карьеры Карл Вестерлунд в течение 35 лет работал водителем автомобиля президента Финляндии; он был шофёром у семи различных президентов.